# Château de Vibo Valentia
Le château de Vibo Valentia (en italien : Castello di Vibo Valentia), également appelé Castello normanno-svevo (en français : château normand-souabe) est un château de la première moitié du XIIIe siècle situé dans la commune de Vibo Valentia (province de Vibo Valentia), en Calabre,.
Le musée archéologique national Vito-Capialbi s'y trouve aujourd'hui.

## Historique
Le château de Vibo Valentia est situé à proximité de l'ancien site archéologique de l'Acropole d'Hipponion, dont quelques traces sont conservées.
Bien que le château soit dit normand-souabe, sa première phase de construction  remonte à l'époque de Roger Ier de Sicile, entre 1070 et 1074, sur une ancienne fortification. Le château fut agrandi, à l'époque de Frédéric II, par le gouverneur de Calabre Matteo Marcofaba. Il  fut également agrandi au XIIIe siècle par les Angevins pour en faire un établissement militaire stable.
Au début du XVIe siècle, il subit quelques légères modifications pour l'adapter à une résidence, sous Ettore Ier Pignatelli. Endommagé par un tremblement de terre à la fin du XVIIIe siècle, il servit de prison.
Depuis 1969, il abrite le musée archéologique national, portant le nom du comte Vito Capialbi (it), érudit et archéologue de la région au XIXe siècle.

## Galerie

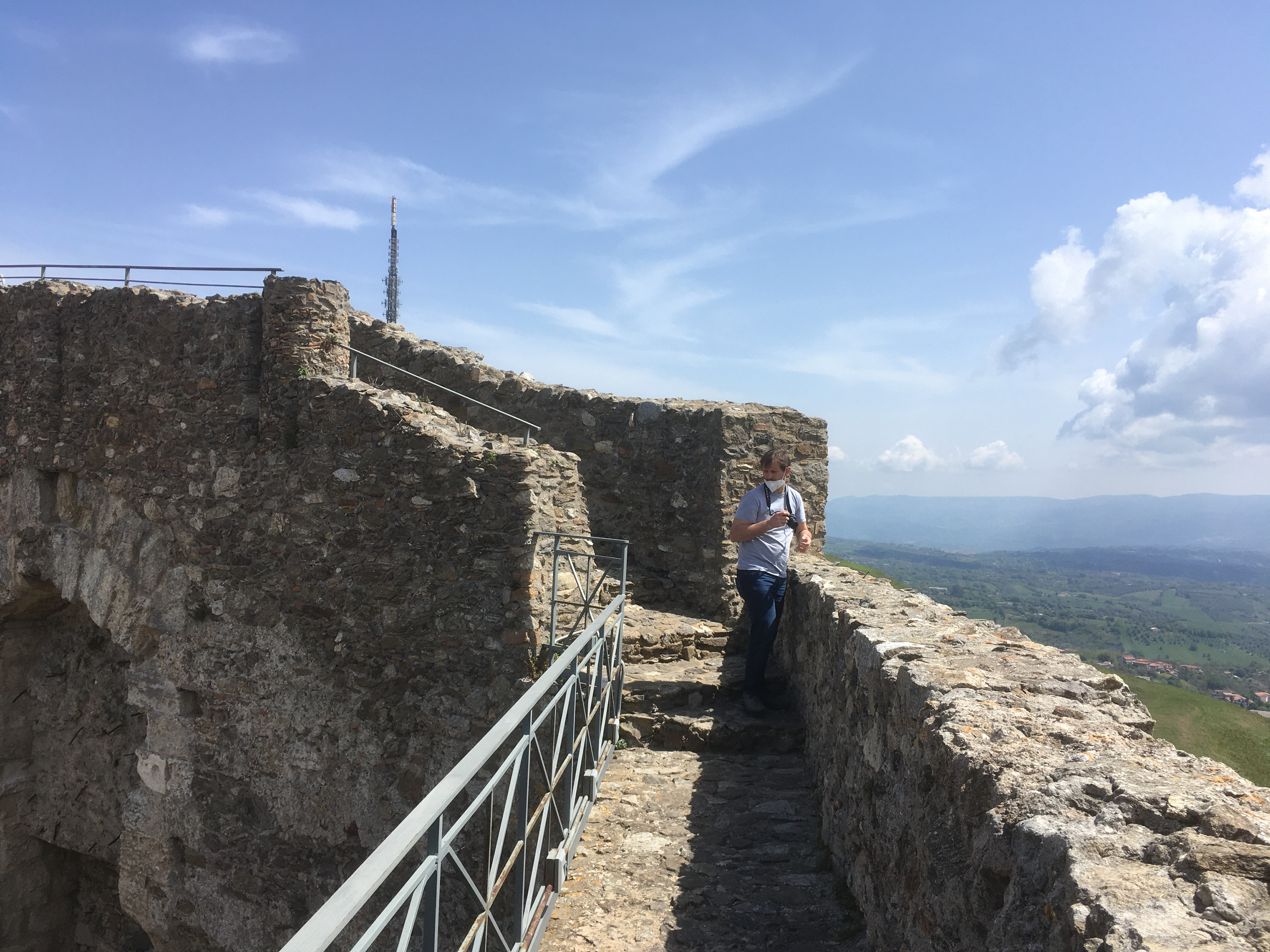
Le chemin de ronde.
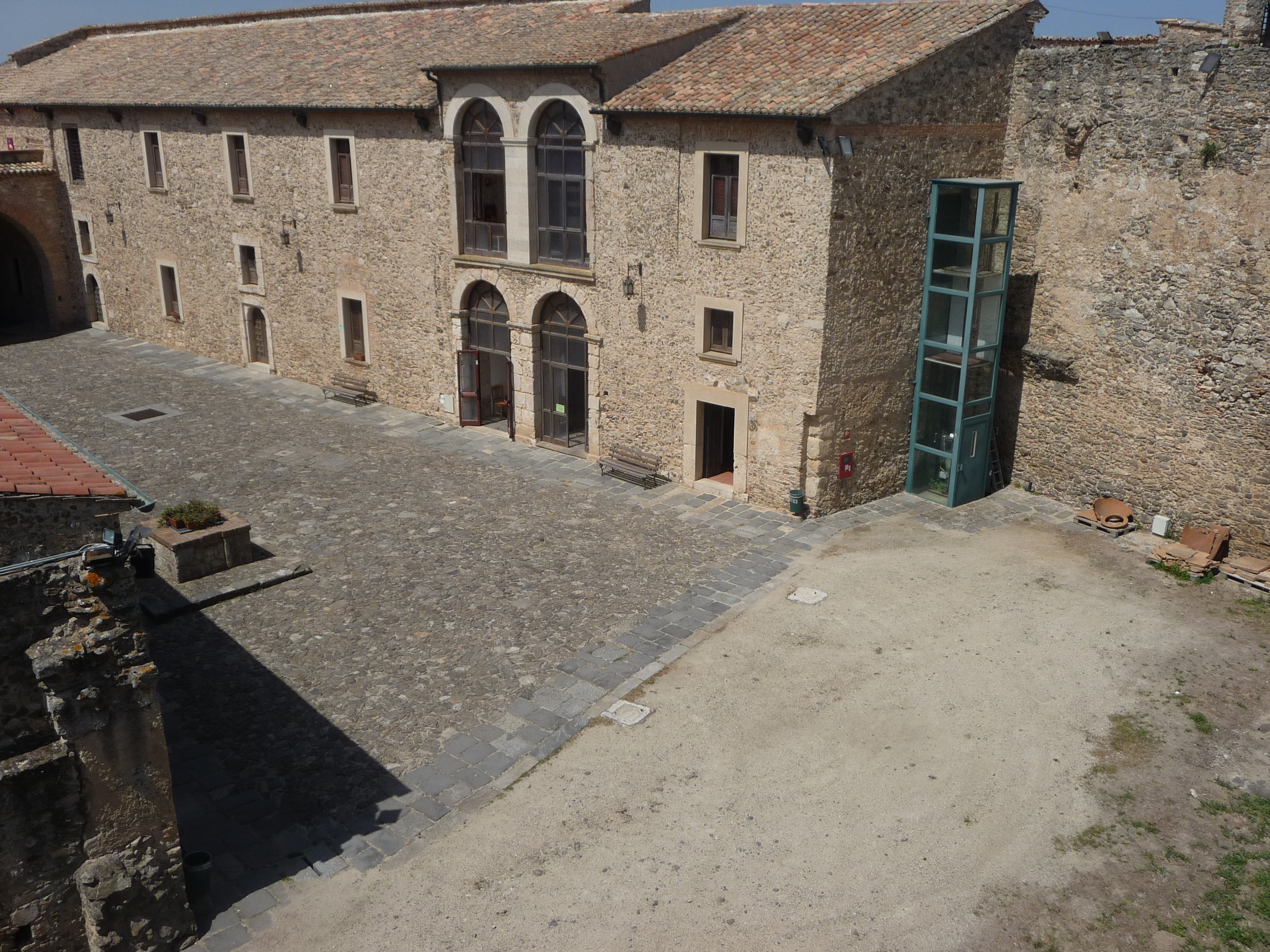
la cour intérieure.
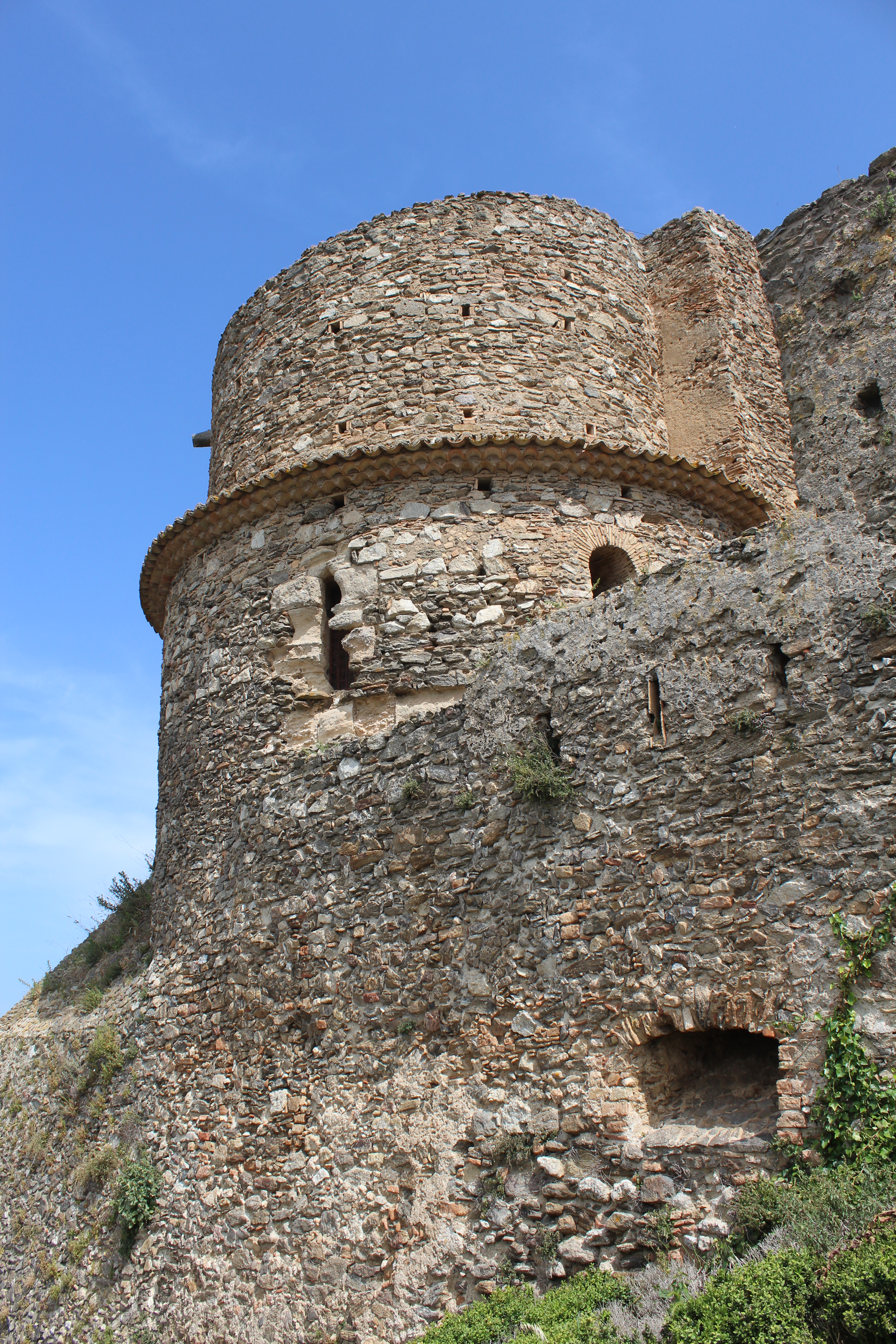
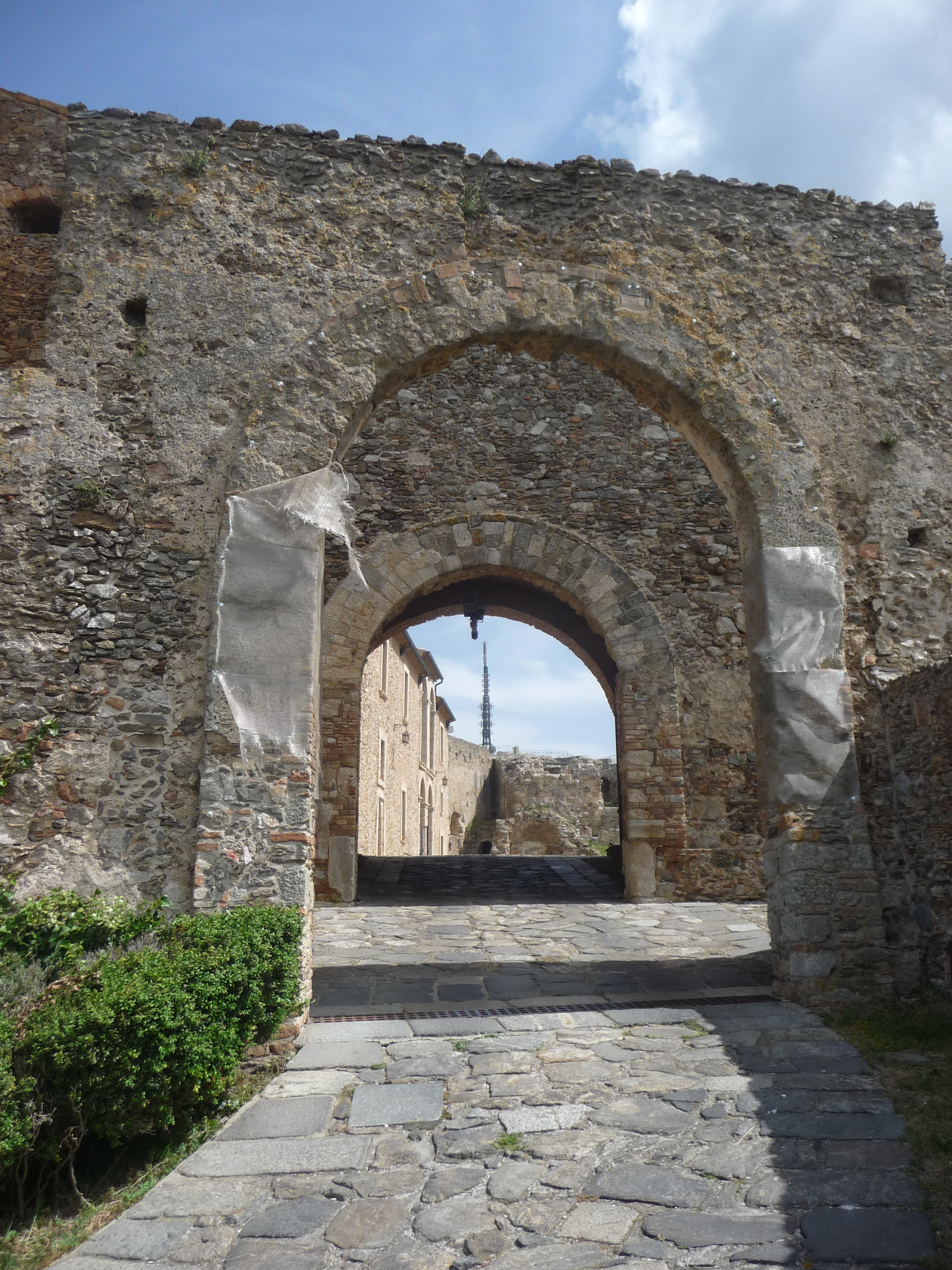